# Örnberget, Västervik
Örnberget är ett berg i Lofta distrikt (Lofta socken) i Västerviks kommun.
På Örnbergets mot öster och havet vettande brant ligger Habors klint. Ture Hederström menade att berget fått sitt namn efter Hagbard (eller Habor) och att Signes och Sigars gård legat på gården Segersgärde intill berget. Ada Rydström på Segersgärde har låtit rista in sentenser på vilobänkar som finns utplacerade längs vägen upp till bergets topp. Från Habors klint var man en vidsträckt utsikt och berget är ett populärt besöksmål.